# Enizemum incellum
Enizemum incellum là một loài tò vò trong họ Ichneumonidae.